# Top Teams Cup 2003-2004 (maschile)
La Top Teams Cup 2003/2004 è la 32ª edizione del secondo torneo pallavolistico europeo per importanza dopo la Champions League, la 4ª con questa denominazione, ed è stato organizzato come di consueto dalla Confédération Européenne de Volleyball (CEV).

Hanno partecipato a questa edizione 39 squadre provenienti da 25 Federazioni diverse.

Il torneo è stato vinto dalla Lokomotyv Charkiv, alla sua prima affermazione in questa manifestazione.

Si tratta della prima (e finora unica) vittoria di una squadra ucraina in una delle tre principale competizioni europee per club.

## Formula
La formula prevede 5 fasi:
- Qualification phase - 1st round: 4 squadre si affrontano in gare di andata e ritorno a eliminazione diretta;
- Qualification phase - fase a gironi: 28 squadre vengono divise in 7 gironi, disputati con un concentramento in casa di una delle 4 squadre in gare di sola andata;
- Maine phase - ottavi di finale: le 7 prime classificate dei gironi più altre 9 ammesse di diritto si affrontano in gare di andata e ritorno a eliminazione diretta;
- Maine phase - quarti di finale: le 8 qualificate degli ottavi di finale si affrontano in gare di andata e ritorno a eliminazione diretta;
- Final four: disputata a Innsbruck (Austria), prevede Semifinali, Finale per il 3º e 4º posto e Finale per il 1º e 2º posto, con gare di sola andata.

## Squadre partecipanti

### Suddivisione per federazioni
2 squadre
 Cipro

 Moldavia

 Macedonia del Nord

 Croazia

 Svizzera

 Portogallo

 Ungheria

 Danimarca
 Finlandia

 Lettonia

 Albania
 Azerbaigian

 Romania

 Slovenia
1 squadra
 Lussemburgo

 Bosnia ed Erzegovina

 Norvegia

 Irlanda

 Svezia

 Bulgaria

 Spagna

 Rep. Ceca

 Paesi Bassi

 Austria

 Turchia

### Squadre ammesse al 1st round
Apoel Nicosia

 Volley 80 Pétange
 Dinamo Tiraspol

 Skendija Tetovo

### Squadre ammesse alla fase a gironi
Mok Osijek

 Concordia MTV Näfels

 Vitoria SC

 Kometa Kaposvár

 DHG Odense

 Kakanj Kakanj

 Chenois Genêve

 Isku Volley Tampere

 Speranta-USM Kishinev

 BK Tromso

 Aer Lingus Dublin

 Örkelljunga VK

 Vegyesz Kazincbarcika

 Ozolnieki Poliurs

 Holte IF

 HAOK Mladost

 Lâse-R Riga

 Studenti Tirana

 Perungan Pojat

 Metro Baku

 Lukoil Neftohimik Bourgas

 Nea Salamina Famagusta

 Petrom Ploiesti

 Dinamo Tirana

 Azerneft Baku

 Salonit Anhovo Kanal

### Squadre ammesse alla Maine Phase
CV Elche

 Jihostroj České Budějovice

 Castelo da Maia GC

  Dynamo Apeldoorn

  Lokomotyv Charkiv
 Calcit Kamnik

 Tirol Wasserkraft Innsbruck

 Deltacons Tulcea

 Erdemirspor Eregli

## Qualification phase - 1st round
| Andata |                   |     |                         |
|        |                   |     |                         |
| 05-10  | Nicosia - Petange | 3-1 | 25-19 21-25 25-18 25-20 |
| 05-10  | Tiraspol - Tetovo | 3-0 | 25-20 26-24 25-20       |

| Ritorno |                   |     |                   |
|         |                   |     |                   |
| 11-10   | Petange – Nicosia | 0-3 | 19-25 19-25 14-25 |
| 12-10   | Tetovo - Tiraspol | 3-0 | 25-22 25-11 25-18 |

## Qualification Phase - fase a gironi

### Sede dei gironi
- Tournament #1: Vitória ( Portogallo)
- Tournament #2: Ginevra ( Svizzera)
- Tournament #3: Tampere ( Finlandia)
- Tournament #4: Ozolnieki ( Lettonia)

- Tournament #5: Zagabria ( Croazia)
- Tournament #6: Burgas ( Bulgaria)
- Tournament #7: Anicova ( Slovenia)

### Risultati
| Tournament #1 |                   |     |                   |
|               |                   |     |                   |
| 24-10         | Osijek – Nafels   | 0-3 | 15-25 15-25 16-25 |
| 24-10         | Vitoria – Nicosia | 3-0 | 25-15 25-15 25-17 |
| 25-10         | Osijek – Nicosia  | 3-0 | 25-21 25-20 25-14 |
| 25-10         | Nafels – Vitoria  | 0-3 | 23-25 23-25 23-25 |
| 26-10         | Nicosia – Nafels  | 0-3 | 15-25 16-25 18-25 |
| 26-10         | Vitoria – Osijek  | 3-0 | 25-19 25-14 25-22 |

| Tournament #2 |                   |     |                               |
|               |                   |     |                               |
| 24-10         | Kaposvar – Odense | 3-1 | 25-23 25-27 25-16 25-12       |
| 24-10         | Kakanj – Geneve   | 2-3 | 25-23 19-25 18-25 31-29 12-15 |
| 25-10         | Kaposvar – Kakanj | 3-0 | 25-17 25-16 25-18             |
| 25-10         | Geneve – Odense   | 3-0 | 25-11 25-20 25-20             |
| 26-10         | Odense – Kakanj   | 0-3 | 21-25 22-25 22-25             |
| 26-10         | Geneve – Kaposvar | 3-0 | 25-23 25-23 25-16             |

| Tournament #3 |                    |     |                   |
|               |                    |     |                   |
| 24-10         | Tampere – Kishinev | 3-0 | 25-17 25-14 25-9  |
| 24-10         | Tromso – Dublin    | 3-0 | 25-16 25-21 25-9  |
| 25-10         | Dublin – Kishinev  | 0-3 | 16-25 14-25 9-25  |
| 25-10         | Tromso – Tampere   | 0-3 | 21-25 20-25 20-25 |
| 26-10         | Kishinev – Tromso  | 0-3 | 29-25 24-26 20-25 |
| 26-10         | Tampere – Dublin   | 3-0 | 25-12 25-16 25-16 |

| Tournament #4 |                             |     |                              |
|               |                             |     |                              |
| 24-10         | Orkelljunga – Kazincbarcika | 1-3 | 13-25 32-30 20-25 18-25      |
| 24-10         | Ozolnieki – Holte           | 3-0 | 25-15 25-23 25-14            |
| 25-10         | Ozolnieki – Orkelljunga     | 3-2 | 17-25 25-20 25-21 22-25 15-8 |
| 25-10         | Holte – Kazincbarcika       | 0-3 | 9-25 21-25 23-25             |
| 26-10         | Holte – Horkelljunga        | 1-3 | 20-25 19-25 28-26 24-26      |
| 26-10         | Kazincbarcika – Ozolnieki   | 3-0 | 26-24 25-15 27-25            |

| Tournament #5 |                    |     |                   |
|               |                    |     |                   |
| 24-10         | Tetovo – Zagreb    | 0-3 | 11-25 20-25 15-25 |
| 24-10         | Riga – S. Tirana   | 3-0 | 25-9 25-19 25-19  |
| 25-10         | Zagreb – S. Tirana | 3-0 | 25-16 25-22 25-18 |
| 25-10         | Riga – Tetovo      | 3-0 | 25-16 25-22 25-15 |
| 26-10         | Zagreb – Riga      | 0-3 | 23-25 23-25 19-25 |
| 26-10         | S. Tirana – Tetovo | 3-0 | 25-20 25-18 25-19 |

| Tournament #6 |                       |     |                              |
|               |                       |     |                              |
| 24-10         | Rovaniemi – M. Baku   | 3-0 | 25-21 25-14 25-11            |
| 24-10         | Bougas – Famagusta    | 3-0 | 25-20 25-16 25-23            |
| 25-10         | Famagusta – M. Baku   | 3-1 | 25-14 25-23 19-25 25-21      |
| 25-10         | Bourgas – Rovaniemi   | 3-2 | 27-29 25-13 29-27 11-25 15-7 |
| 26-10         | Rovaniemi – Famagusta | 3-0 | 25-17 25-19 25-12            |
| 26-10         | M. Baku – Bourgas     | 1-3 | 25-22 23-25 11-25 14-25      |

| Tournament #7 |                          |     |                               |
|               |                          |     |                               |
| 24-10         | Ploiesti – D. Tirana     | 3-0 | 25-15 25-17 25-20             |
| 24-10         | A. Baku – Anhovo Kanal   | 0-3 | 22-25 19-25 19-25             |
| 25-10         | Anhovo Kanal – D. Tirana | 3-0 | 25-14 25-14 25-20             |
| 25-10         | Ploiesti – A. Baku       | 3-0 | 25-12 25-15 25-15             |
| 26-10         | D. Tirana – A. Baku      | 0-3 | 14-25 28-30 20-25             |
| 26-10         | Anhovo Kanal – Ploiesti  | 3-2 | 25-20 20-25 25-21 25-27 20-18 |

### Classifiche
| Tournament #1 | Tournament #1        | Tournament #1 | Partite | Partite | Set | Set | Set  | Punti Set | Punti Set | Punti Set |
| #             | Squadra              | Pt            | V       | P       | V   | P   | Qz   | V         | P         | Qz        |
| ------------- | -------------------- | ------------- | ------- | ------- | --- | --- | ---- | --------- | --------- | --------- |
| 1             | Vitoria SC           | 6             | 3       | 0       | 9   | 0   | -    | 225       | 171       | 1,32      |
| 2             | Concordia MTV Näfels | 5             | 2       | 1       | 6   | 3   | 2,00 | 219       | 170       | 1,29      |
| 3             | Mok Osijek           | 4             | 1       | 2       | 3   | 6   | 0,50 | 176       | 205       | 0,86      |
| 4             | Apoel Nicosia        | 3             | 0       | 3       | 0   | 9   | 0,00 | 151       | 225       | 0,67      |

| Tournament #2 | Tournament #2   | Tournament #2 | Partite | Partite | Set | Set | Set  | Punti Set | Punti Set | Punti Set |
| #             | Squadra         | Pt            | V       | P       | V   | P   | Qz   | V         | P         | Qz        |
| ------------- | --------------- | ------------- | ------- | ------- | --- | --- | ---- | --------- | --------- | --------- |
| 1             | Chenois Genêve  | 6             | 3       | 0       | 9   | 2   | 4,50 | 267       | 218       | 1,22      |
| 2             | Kometa Kaposvár | 5             | 2       | 1       | 6   | 4   | 1,50 | 237       | 201       | 1,18      |
| 3             | Kakanj Kakanj   | 4             | 1       | 2       | 5   | 6   | 0,83 | 228       | 257       | 0,89      |
| 4             | DHG Odense      | 3             | 0       | 3       | 1   | 9   | 0,11 | 194       | 250       | 0,78      |

| Tournament #3 | Tournament #3         | Tournament #3 | Partite | Partite | Set | Set | Set  | Punti Set | Punti Set | Punti Set |
| #             | Squadra               | Pt            | V       | P       | V   | P   | Qz   | V         | P         | Qz        |
| ------------- | --------------------- | ------------- | ------- | ------- | --- | --- | ---- | --------- | --------- | --------- |
| 1             | Isku Volley Tampere   | 6             | 3       | 0       | 9   | 0   | -    | 225       | 145       | 1,55      |
| 2             | BK Tromso             | 5             | 2       | 1       | 6   | 3   | 2,00 | 212       | 184       | 1,15      |
| 3             | Speranta-USM Kishinev | 4             | 1       | 2       | 3   | 6   | 0,50 | 178       | 190       | 0,94      |
| 4             | Aer Lingus Dublin     | 3             | 0       | 3       | 0   | 9   | 0,00 | 129       | 225       | 0,57      |

| Tournament #4 | Tournament #4         | Tournament #4 | Partite | Partite | Set | Set | Set  | Punti Set | Punti Set | Punti Set |
| #             | Squadra               | Pt            | V       | P       | V   | P   | Qz   | V         | P         | Qz        |
| ------------- | --------------------- | ------------- | ------- | ------- | --- | --- | ---- | --------- | --------- | --------- |
| 1             | Vegyesz Kazincbarcika | 6             | 3       | 0       | 9   | 1   | 9,00 | 258       | 200       | 1,29      |
| 2             | Ozolnieki Poliurs     | 5             | 2       | 1       | 6   | 5   | 1,20 | 243       | 229       | 1,06      |
| 3             | Örkelljunga VK        | 4             | 1       | 2       | 6   | 7   | 0,86 | 284       | 300       | 0,95      |
| 4             | Holte IF              | 3             | 0       | 3       | 1   | 9   | 0,11 | 196       | 252       | 0,78      |

| Tournament #5 | Tournament #5   | Tournament #5 | Partite | Partite | Set | Set | Set  | Punti Set | Punti Set | Punti Set |
| #             | Squadra         | Pt            | V       | P       | V   | P   | Qz   | V         | P         | Qz        |
| ------------- | --------------- | ------------- | ------- | ------- | --- | --- | ---- | --------- | --------- | --------- |
| 1             | Lâse-R Riga     | 6             | 3       | 0       | 9   | 0   | -    | 225       | 165       | 1,36      |
| 2             | HAOK Mladost    | 5             | 2       | 1       | 6   | 3   | 2,00 | 215       | 177       | 1,21      |
| 3             | Studenti Tirana | 4             | 1       | 2       | 3   | 6   | 0,50 | 178       | 207       | 0,86      |
| 4             | Skendija Tetovo | 3             | 0       | 3       | 0   | 9   | 0,00 | 156       | 225       | 0,69      |

| Tournament #6 | Tournament #6             | Tournament #6 | Partite | Partite | Set | Set | Set  | Punti Set | Punti Set | Punti Set |
| #             | Squadra                   | Pt            | V       | P       | V   | P   | Qz   | V         | P         | Qz        |
| ------------- | ------------------------- | ------------- | ------- | ------- | --- | --- | ---- | --------- | --------- | --------- |
| 1             | Lukoil Neftohimik Bourgas | 6             | 3       | 0       | 9   | 3   | 3,00 | 279       | 233       | 1,20      |
| 2             | Perungan Pojat            | 5             | 2       | 1       | 8   | 3   | 2,67 | 251       | 201       | 1,25      |
| 3             | Nea Salamina Famagusta    | 4             | 1       | 2       | 3   | 7   | 0,43 | 201       | 233       | 0,86      |
| 4             | Metro Baku                | 3             | 0       | 3       | 2   | 9   | 0,22 | 202       | 266       | 0,76      |

| Tournament #7 | Tournament #7        | Tournament #7 | Partite | Partite | Set | Set | Set  | Punti Set | Punti Set | Punti Set |
| #             | Squadra              | Pt            | V       | P       | V   | P   | Qz   | V         | P         | Qz        |
| ------------- | -------------------- | ------------- | ------- | ------- | --- | --- | ---- | --------- | --------- | --------- |
| 1             | Salonit Anhovo Kanal | 6             | 3       | 0       | 9   | 2   | 4,50 | 265       | 219       | 1,21      |
| 2             | Petrom Ploiesti      | 5             | 2       | 1       | 8   | 3   | 2,67 | 261       | 209       | 1,25      |
| 3             | Azerneft Baku        | 4             | 1       | 2       | 3   | 6   | 0,50 | 182       | 212       | 0,86      |
| 4             | Dinamo Tirana        | 3             | 0       | 3       | 0   | 9   | 0,00 | 162       | 230       | 0,70      |

## Ottavi di Finale
| Andata |                                |     |                               |
|        |                                |     |                               |
| 11-12  | Elche - Geneve                 | 2-3 | 25-18 13-25 21-25 25-15 11-15 |
| 10-12  | Budejovice - Lokomotyv Charkiv | 3-2 | 25-22 25-22 30-32 21-25 25-23 |
| 09-12  | Castelo da Maia – Tampere      | 3-0 | 25-16 25-23 25-21             |
| 10-12  | Kazincbarcika - Apeldoorn      | 3-1 | 25-17 25-23 21-25 25-19       |
| 10-12  | Kamnik – Anhovo Kanal          | 3-0 | 25-18 25-20 25-15             |
| 10-12  | Vitoria - Innsbruck            | 3-2 | 25-19 25-23 21-25 20-25 15-12 |
| 10-12  | Tulcea - Riga                  | 3-0 | 25-16 25-11 25-14             |
| 11-12  | Bougas - Eregli                | 3-1 | 25-15 25-19 23-25 25-17       |

| Ritorno |                                |     |                               |
|         |                                |     |                               |
| 17-12   | Geneve – Elche                 | 1-3 | 24-26 25-20 16-25 16-25       |
| 16-12   | Lokomotyv Charkiv – Budejovice | 3-0 | 25-14 25-14 25-16             |
| 17-12   | Tampere – Castelo da Maia      | 1-3 | 20-25 25-20 15-25 20-25       |
| 17-12   | Apeldoorn – Kazincbarcika      | 3-2 | 25-13 25-20 28-30 21-25 15-13 |
| 17-12   | Anhovo Kanal – Kamnik          | 3-0 | 26-24 25-19 25-20             |
| 17-12   | Innsbruck – Vitoria            | 3-1 | 24-26 25-21 25-15 25-19       |
| 17-12   | Riga – Tulcea                  | 1-3 | 12-25 20-25 25-19 23-25       |
| 17-12   | Eregli – Bourgas               | 3-2 | 25-18 25-21 23-25 18-25 15-12 |

## Quarti di finale
| Andata |                                 |     |                         |
|        |                                 |     |                         |
| 22-01  | Elche – Lokomotyv Charkiv       | 1-3 | 26-28 25-21 21-25 21-25 |
| 21-01  | Castelo da Maia - Kazincbarcika | 3-0 | 25-17 25-19 25-11       |
| 21-01  | Kamnik – Innsbruck              | 0-3 | 16-25 21-25 22-25       |
| 21-01  | Tulcea - Bourgas                | 3-0 | 25-22 25-19 25-21       |

| Ritorno |                                 |     |                         |
|         |                                 |     |                         |
| 27-01   | Lokomotyv Charkiv – Elche       | 3-1 | 25-23 21-25 25-16 25-21 |
| 27-01   | Kazincbarcika – Castelo da Maia | 0-3 | 21-25 22-25 25-27       |
| 28-01   | Innsbruck – Kamnik              | 3-0 | 25-16 25-15 25-22       |
| 29-01   | Bourgas – Tulcea                | 3-0 | 25-23 25-23 25-23       |

## Final Four
La Final Four si è disputata a Innsbruck .

Gli accoppiamenti della Final Four, stabiliti dal regolamento CEV, prevedono che in caso di qualificazione di due squadre della stessa nazione, queste si incontrino in semifinale. Nel caso, invece, della presenza di squadre di nazioni diverse, verrà effettuato un nuovo sorteggio.
|  | Semifinali                  | Semifinali                  | Semifinali       |                  |                   | Finale                      | Finale                      | Finale             |  |
|  |                             |                             |                  |                  |                   |                             |                             |                    |  |
|  | Lokomotyv Charkiv           | Lokomotyv Charkiv           | 3                |                  |                   |                             |                             |                    |  |
|  | Lokomotyv Charkiv           | Lokomotyv Charkiv           | 3                |                  |                   |                             |                             |                    |  |
|  | Castelo da Maia             | Castelo da Maia             | 1                |                  |                   |                             |                             |                    |  |
|  | Castelo da Maia             | Castelo da Maia             | 1                |                  | Lokomotyv Charkiv | Lokomotyv Charkiv           | 3                           |                    |  |
|  |                             |                             |                  |                  | Lokomotyv Charkiv | Lokomotyv Charkiv           | 3                           |                    |  |
|  |                             |                             | Deltacons Tulcea | Deltacons Tulcea | 1                 |                             |                             |                    |  |
|  | Tirol Wasserkraft Innsbruck | Tirol Wasserkraft Innsbruck | Deltacons Tulcea | Deltacons Tulcea | 1                 | 1                           |                             |                    |  |
|  | Tirol Wasserkraft Innsbruck | Tirol Wasserkraft Innsbruck |                  |                  |                   | 1                           |                             |                    |  |
|  | Deltacons Tulcea            | Deltacons Tulcea            | 3                |                  |                   | Finale 3º/4º posto          | Finale 3º/4º posto          | Finale 3º/4º posto |  |
|  | Deltacons Tulcea            | Deltacons Tulcea            | 3                |                  |                   |                             |                             |                    |  |
|  |                             |                             |                  |                  |                   |                             |                             |                    |  |
|  |                             |                             |                  |                  |                   | Castelo da Maia             | Castelo da Maia             | 2                  |  |
|  |                             |                             |                  |                  |                   | Castelo da Maia             | Castelo da Maia             | 2                  |  |
|  |                             |                             |                  |                  |                   | Tirol Wasserkraft Innsbruck | Tirol Wasserkraft Innsbruck | 3                  |  |

| Semifinali |                                     |     |                         |
|            |                                     |     |                         |
| 13-03      | Lokomotyv Charkiv – Castelo da Maia | 3-1 | 25-23 25-18 21-25 26-24 |
| 13-03      | Innsbruck – Tulcea                  | 1-3 | 21-25 24-26 25-19 20-25 |

| Finale 3º/4º posto |                             |     |                              |
|                    |                             |     |                              |
| 14-03              | Castelo da Maia – Innsbruck | 2-3 | 25-17 25-22 21-25 18-25 8-15 |

| Finale |                            |     |                         |
|        |                            |     |                         |
| 14-03  | Lokomotyv Charkiv – Tulcea | 3-1 | 25-18 22-25 25-16 25-20 |